# 2015년 바마코 호텔 테러
2015년 바마코 호텔 테러는 2015년 11월 20일, 말리의 바마코 5성급 도심 호텔 "래디슨 블루 호텔"에서 발생한 총기 난사와 인질극, 테러 사건이다. 해당 호텔은 외국인들에게도 유명한 호텔이다.
현재 공식적인 사망자 수는 19명이다.

## 이슬람 극단주의 단체와의 연관 의혹
2015년 말리 호텔 총기난사 사건의 주체가 알카에다와 연계한 테러조직인 2012년 결성된 안사르 디네일 가능성이 제기되었다. 이날 말리 호텔을 습격한 테러리스트들은 아랍어로 "신은 위대하다"라는 뜻인 "알라 후 아크바르"를 외쳤으며, 인질들 중 쿠란 구절을 아는 인질을 석방하는 등 이슬람 극단주의자들의 소행임이 분명하다는 의혹이 제기되었다.
또한 현재 6명이 사망하고 80여명의 인질들이 풀려났으며, 2명의 말리 특수부대원들이 부상당한 상태이며, 인질 중에는 프랑스 등 서방 출신과 터키인, 중국인 등이 억류되어 있는 것으로 전해지고 있다. 또한, 현재 말리 호텔에는 말리 군 병력이 출동해 테러리스트들과 대치하고 있는 상황이다.
또한, 호텔에 투숙하고 있던 중국인 인질 4명은 자신의 웨이신(중국판 메신저)을 통해 기자에게 현장 소식을 전했다. 이들을 인용한 신화사 보도에 따르면 이날 오전 6시30분쯤 방 밖에서 여러 발의 총소리가 들려왔고 이후 산발적으로 총소리가 들려오다가 이어 복도와 객실 안으로 화약 냄새가 풍겨왔으며 무선 인터넷이 잠시 끊기기도 했으며, 프론트는 전화를 받지 않았다고 한다.

## 사망자

### 국적 별 사망자
| 국적           | 사망자 수 | 출처   |
| -------------- | --------- | ------ |
| 러시아         | 6         | [ 10 ] |
| 중화인민공화국 | 3         | [ 10 ] |
| 벨기에         | 2         |        |
| 말리           | 2         |        |
| 이스라엘       | 1         | [ 11 ] |
| 미국           | 1         |        |
| 국적 불명      | 4         |        |
| 총합           | 19        | [ 12 ] |

## 같이 보기
- 2015년 11월 파리 테러